# کودرون سی.۲۷۰
کودرون سی. ۲۷۰ (به انگلیسی: Caudron_C.270) یک هواگرد ملخ‌پیشین تک‌موتوره از نوع ورزشی ساخت شرکت Caudron است. هواگرد کودرون سی. ۲۷۰ نخستین پروازش را در ۱۹۳۱ میلادی انجام داد. در مجموع، تعداد>۷۰۰ فروند از این هواگرد ساخته شده‌است.
طراح این هواگرد، Paul Deville بود.